# Yanovalgus planiusculus
Yanovalgus planiusculus är en skalbaggsart som beskrevs av Shuhei Nomura 1952. Yanovalgus planiusculus ingår i släktet Yanovalgus och familjen Cetoniidae. Inga underarter finns listade i Catalogue of Life.